# لويغي دي فالكو
لويغي دي فالكو (بالإيطالية: Luigi De Falco)‏ هو ناشر إيطالي، ولد في 4 مايو 1976 في نابولي في إيطاليا.